# Argyrogramma laticlavia
Argyrogramma laticlavia là một loài bướm đêm trong họ Noctuidae.